# Џим Рејнор
Џејмс «Џим» Рејнор (енгл. James "Jim" Raynor) је измишљен лик и главни протагониста Близард ентертејментове научно фантастичне видео-игре Старкрафт и њеног наставка Старкрафт II. Осим у видео-играма, Рејнор се такође појављује у романима Liberty's Crusade и Queen of Blades, док је његово порекло истражено у роману Heaven's Devils. Роберт Клотворти (енгл. Robert Clotworthy) му позајмљује глас у обе видео-игре.
Осмишљен од стране Криса Метцена (енгл. Chris Metzen) и Џејмса Финија (енгл. James Phinney), Рејнор је донекле заснован на истоименом лику из филма Журба из 1991. године. Метцен је замислио Рејнора као представника обичног човека у причи препуној политички мотивисаних ликова. Рејноров физички изглед је лично осмишљен од стране Метцена.

## Дизајн лика
Рејноров лике је заснован на истоименом лику из филма Журба, кога је крис Метцен описао као «груби, тајни полицајац» (енгл. "gritty, undercover cop"). Метцен такође наводи да је Рејнор његов омиљени лик, јер иако је обичан човек, он се лично срео и сарађивао са најутицајнијим ликовима из приче.
Теранац у раним тридесетим годинама, Рејнор је бивши војник и прогнаник који постане маршал на забаченом колонијалном свету. Рејнор се придружи револуцији Арктуруса Менгска (енгл. Arcturus Mengsk) против угњетавачке Теранске Конфедерације али се згрози због Менгскових геноцидних тактика и формира своју паравојну групу која се бори против Менгскове тираније.